# 就学前教育

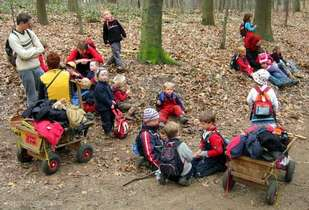
森での活動

就学前教育（しゅうがくぜんきょういく, Pre-primary education）とは、一般に教育段階において、小学校などの初等教育より前の段階にある教育のことを指して使われている言葉である。幼年教育（ようねんきょういく, Pre-school education）とも呼ばれる。また、幼児を対象とするため幼児教育（ようじきょういく, Early childhood education）とも呼ばれる。

## 日本
幼稚園は、小学校・中学校とならぶ学校教育法第1条に規定された学校（一条校）であるものの、歴史的経緯等もあり、就学前教育という語の「就学」とは小学校以後の教育を受けることを指す。
ちなみに就学前教育は幼稚園のほか、特別支援学校の幼稚部でも行われている。
一方で保育所（保育園）は、児童福祉法に定める厚生労働省管轄の「児童福祉施設」であり、学校教育法で定める文部科学省管轄の「学校」とは異なるものである。そのため、学校である幼稚園とは名目的な趣旨が異なっている。認定こども園は、そのどちらでもなく、以前は内閣府管轄となっていたが、外庁であるこども家庭庁に移管されている。
なお保育所が守るべき厚生労働大臣告示である保育所保育指針には、「教育に関わるねらい及び内容」として、幼稚園教育要領と同様に、健康、人間関係、環境、言葉、表現の各領域が示されており、幼稚園教育との整合性が図られている。

## ヨーロッパ
- 英国イングランドでは、3-5歳までの年齢については、自由選択として年間600時間の就学前教育を公的資金で受けることができる。
- スウェーデンの幼児教室の先生の平均年俸は約252,776クローナである[6]。